# Thomas Laub

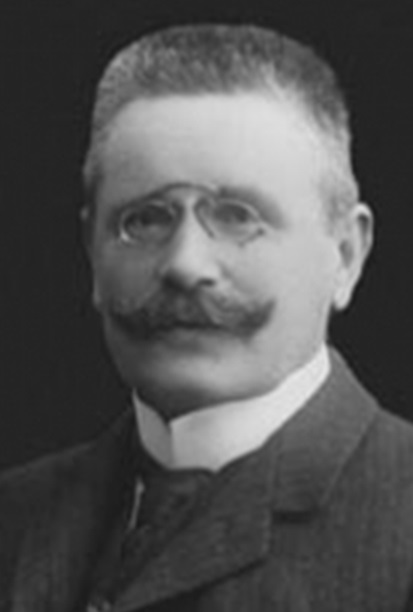
Thomas Laub

Thomas Linnemann Laub (* 5. Dezember 1852 in Langå, Langå Sogn, Fünen; † 4. Februar 1927 in Gentofte) war ein dänischer Organist und Komponist, der sich der Kirchenmusik zuwandte. 
Laub wuchs als Sohn eines Pfarrers in Langå und Fredericia auf. An der Sorø Akademi erwarb er 1871 die Studiumsberechtigung. Nach einem abgebrochenen Theologiestudium schrieb er sich am Dänischen Musikkonservatorium ein, an dem er zum Organisten ausgebildet wurde. Im Anschluss wirkte er an drei Kopenhagener Kirchen: als Vikar an der Trinitatis Kirke (1877–1881) sowie als Organist an der Helligåndskirken (1884–1891) und an der Holmens Kirke (1891–1925).
Unter dem Einfluss einer langen Reise in Italien (1882–1883) und eines kurzen Aufenthalts in Bayern (1886) veröffentlichte Laub 1887 das Gesangbuch Om Kirkesangen, worin er sich erstmals für eine Erneuerung des Kirchengesangs einsetzte. Trotz massiver Kritik von anderen Musikern beharrte er auf seinen Reformvorhaben und löste damit eine öffentliche Debatte aus. Der Schwerpunkt seiner weiteren, zahlreichen Kompositionen lag auf Kirchenmusik und Volksliedern, später konzentrierte er sich auf volkstümlichen Gesang.
Laub starb 1927 im Alter von 74 Jahren und wurde auf dem Gentofte Kirkegård (Friedhof Gentofte) bestattet.